# Damla Makar
Damla Makar (* 1996 in Istanbul) ist eine türkische Schauspielerin.

## Leben und Karriere
Makar wurde 1996 in Istanbul geboren. Sie schloss 2020 ihr Studium im Fach Theater an der Bilkent-Universität ab und setzte ihre Schauspielausbildung an der Aleksander-Zelwerowicz-Theaterakademie in Warschau fort.
Ihr Debüt gab sie 2021 in der Fernsehserie Seni Çok Bekledim. Anschließend war sie in Üç Kuruş zu sehen. Zwischen 2023 und 2024 trat sie in der Serie Ömer auf. Im selben Jahr spielte Makar in dem Film Gün Batımına Birkaç Gün Kala mit.

## Filmografie
Filme
- 2023: Gün Batımına Birkaç Gün Kala

Serien
- 2021: Seni Çok Bekledim
- 2021–2022: Üç Kuruş
- 2023–2024: Ömer